# Ангелите на Чарли (филм)
„Ангелите на Чарли“ (на английски: Charlie's Angels) е американски игрален филм (екшън-комедия) от 2000 г. на режисьора McG, по сценарий на Райън Роу, Ед Соломон и Джон Огъст. Оператор е Ръсел Карпентър. Музиката е композирана от Едуард Шиърмър. Филмът излиза на екран от 3 ноември 2000 г.

## Телевизионен дублаж
| Преводач             | Лора Карасловова                                                         |
| Озвучаващи артисти   | Татяна Захова Елена Русалиева Силвия Лулчева Николай Николов Васил Бинев |
| Режисьор на дублажа  | Яна Янева                                                                |
| Техническа обработка | Арс Диджитал Студио                                                      |
| Тонрежисьор          | Венцислав Велев                                                          |